# Сент-Илер, Дуайт
Дуайт Сент-Илер (англ. Dwight St. Hillaire, (род. 5 декабря 1997 года) — легкоатлет из Тринидада и Тобаго, который специализируется в беге на короткие дистанции.

## Карьера
В молодости переехал в США, где Сент-Илер поступил на учебу в Кентуккийский университет, где он добился высоких результатов в спорте. Успешно выступал на дистанциях 100, 200 и 400 метров. В апреле 2021 года тринидадец пробежал дистанцию в 400 метров 44.74 секунды, показав второй результат сезона, уступив только времени американца Брайсу Дедмону.
Участвовал на Олимпийских играх в Токио. В финальном забеге эстафеты 4×400 метров Сент-Илер в самом начале своего этапа повредил подколенное сухожилие. Несмотря на боль, он добежал свою дистанцию до конца, но тринидадцы уже отстали от лидеров и вылетели из борьбы за медали.

## Выступления на Олимпиадах
| Олимпиада  | Дисциплина       | Место |
| ---------- | ---------------- | ----- |
| Токио 2020 | эстафета 4×400 м | 8     |